# Homs
För andra betydelser, se Homs (olika betydelser).

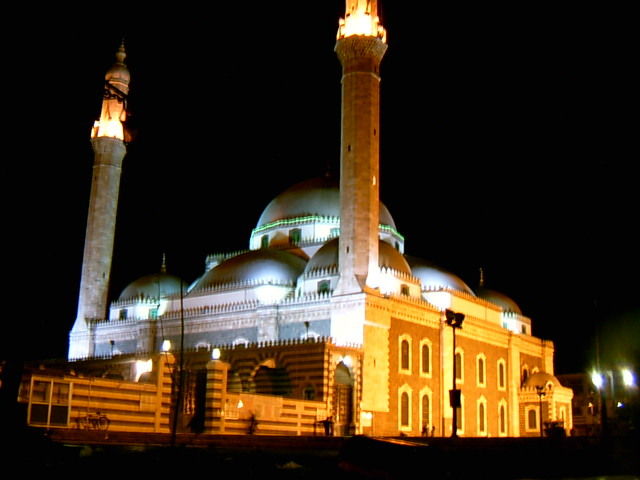
Moské i Homs.

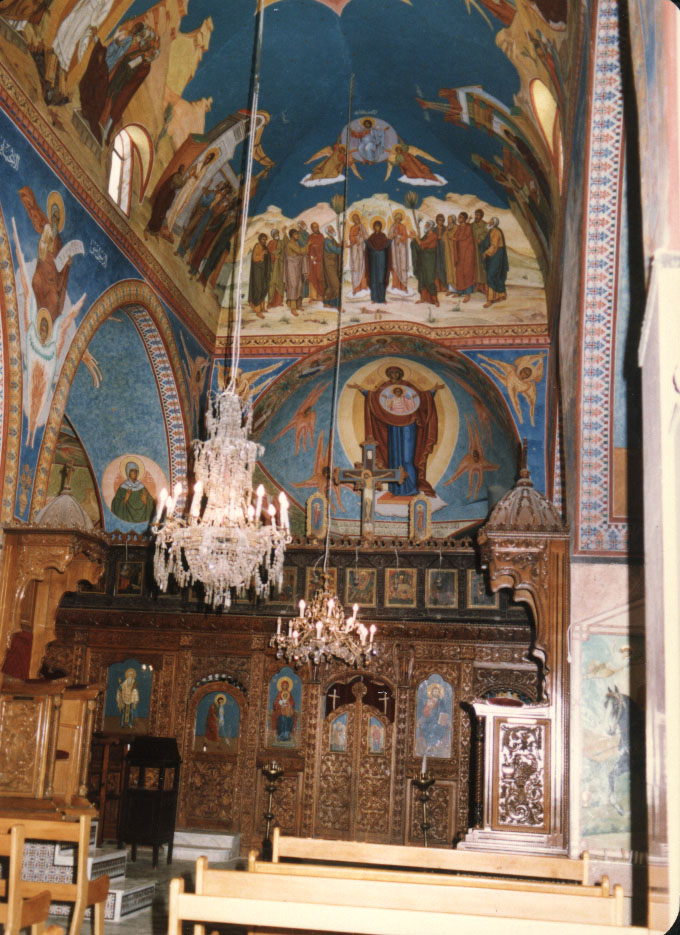
Den helige Elians kyrka

Homs (arabiska: حمص, Hims eller Hums) är en gammal stad i västra Syrien. Den är administrativ huvudort för provinsen Homs och hade 652 609 invånare vid folkräkningen 2004, vilket då gjorde den till landets tredje folkrikaste stad. Homs ligger vid floden Orontes och fanns redan 2300 f.Kr.. Under den romerska tiden kallades den Emesa och är även känd som Kadesh i biblisk tid. Den gamla korsfararborgen Krak des Chevaliers ligger i stadens närhet.

## Historia
Under antiken var staden känd som Emesa eller Emissa. Den grundades troligen i slutet av det första århundradet f.Kr. av stammen Emeseni, som tidigare haft Arethusa som sitt fäste. Stammens hövdingaätt Samsigeramiderna fungerade som romerska lydkungar fram till omkring 72 e.Kr, då Rom helt tog över. Staden var berömd för sitt väldiga tempel, som var centrum för dyrkan av solguden Elagabal. Kejsar Heliogabalus föddes i staden och var överstepräst i soltemplet innan han upphöjdes till romersk kejsare av legionärer i området. Det var även i närheten av Emesa som drottning Zenobia besegrades av kejsar Aurelianus år 272 e.Kr. På mynt från Heliogabalus tid benämns staden som en metropol.
Araberna erövrade staden 636 och den tillhörde Osmanska riket mellan 1516 och 1918.

## Inbördeskrig och Massakern i Homs
Under 2011 och 2012 uppstod i Syrien, liksom i många andra arabländer, en proteströrelse mot sittande regering vilken av rebellerna anklagades för att vara diktatorisk. Syriens president, Bashar al-Assad, svarade med militärt våld. I Homs ledde detta till en massaker på befolkningen. Flera hundra människor dödades. Samtidigt pågick systematisk utrensning bland motståndsstyrkorna då den islamiska falangen med våld drev ut runt 80 000 kristna ifrån Homs.